# Digital Humanities
Das interdisziplinär ausgerichtete Fach Digital Humanities (‚digitale Geisteswissenschaften‘) umfasst die systematische Nutzung computergestützter Verfahren und digitaler Ressourcen in den Geistes- und Kulturwissenschaften sowie die Reflexion über deren Anwendung. Seine Vertreter zeichnen sich sowohl durch eine traditionelle Ausbildung in den Geistes- und Kulturwissenschaften aus als auch durch ihre Vertrautheit mit Konzepten, Verfahren und Standards der Informatik. In Deutschland sind das insbesondere Forscher der Computerphilologie, der Historischen Fachinformatik, der Informationswissenschaft und der Computerlinguistik. Typische Arbeits- und Forschungsfelder sind zum Beispiel digitale Editionen, quantitative Textanalyse, Visualisierung komplexer Datenstrukturen oder die Theorie digitaler Medien.

## Zur Begrifflichkeit
„Digital Humanities“ und „e-Humanities“ sind Begriffe neuer Prägung, die beide heute gebräuchlicher sind als die etwas älteren Begriffe „Computing in the Humanities“ und „Humanities Computing“. E-Humanities ist dabei analog zu e-Science gebildet und steht für „enhanced“ oder auch „enabled“ Humanities.
Unklar bleibt bisher, ob es sich bei Digital Humanities um ein Fach, eine Methode oder eine bestimmte Denkweise handelt, wenn oft allein die Verwendung von Computern bei der Beantwortung geisteswissenschaftlicher Fragestellungen schon dazu führt, diese den Digital Humanities zuzuordnen.
Die erste internationale Fachtagung zum Thema „Literatur und Datenverarbeitung“ fand in Deutschland bereits im Juni 1970 an der
RWTH Aachen statt. Rund 100 Naturwissenschaftler, Mathematiker, Ingenieure und Geisteswissenschaftler unterschiedlicher Disziplinen aus sechs Ländern kamen zusammen, um die Relevanz der modernen elektronischen Daten- und Informationsverarbeitung für die Geisteswissenschaften (Humanities) zu diskutieren, die sich in ihren traditionellen Erkenntnisinteressen, Forschungsgegenständen und Methoden zunehmend durch den Einsatz von Computern provoziert und in Frage gestellt sahen. An der Eberhard Karls Universität Tübingen fanden ab November 1973 regelmäßig Kolloquien zur Anwendung der EDV in den Geisteswissenschaften statt.

## Wissenschaftsorganisation
Die US-amerikanische Fachorganisation The Association for Computers in the Humanities (ACH), die European Association for Digital Humanities (EADH) (bis 2011 Association for Literary and Linguistic Computing (ALLC)) und die kanadische Society for Digital Humanities / Société pour l’étude des médias interactifs (SDH-SEMI) sind in der Dachorganisation The Alliance of Digital Humanities Organizations (ADHO) zusammengefasst. 2013 gründete sich der Verband Digital Humanities im deutschsprachigen Raum (DHd) als assoziierter Regionalverband der EADH.
Mitglied einer dieser Organisationen wird man durch das Abonnement der Zeitschrift Literary and Linguistic Computing, die somit die wichtigste Fachzeitschrift in diesem Feld darstellt. Die ADHO organisiert einmal im Jahr die Konferenz Digital Humanities, die abwechselnd in den USA bzw. Kanada stattfindet oder in Europa. Außerdem vergibt die ADHO alle drei Jahre den Busa-Preis für besondere Verdienste in den Digital Humanities.
Seit 1986 gibt es die Fachzeitschrift Literary and Linguistic Computing, weitere Zeitschriften sind über die Jahre hinzugekommen. Seit 1999 gibt es das deutschsprachige Forum Computerphilologie. Weitere einschlägige Fachzeitschriften sind im Abschnitt Literatur angeführt.
CenterNet ist ein internationaler Zusammenschluss von rund 100 Digital Humanities Centers aus 19 Ländern. Die Organisation steht im Dienst der Digital Humanities und benachbarter Fachrichtungen.

## Kritik
In den herkömmlichen Geisteswissenschaften gelten die Digital Humanities weithin als „wunderlich“. Der Literaturtheoretiker Stanley Fish behauptet zudem, dass sie traditionelle Werte der Geisteswissenschaften untergrüben. Den Digital Humanities fehle überdies die theoretische Reflexion und sie neigen angeblich zur unkritischen Affirmation technologischer, gegenstandsferner Konzepte. Gleichzeitig liefern erste DH-Analysen im Bereich kultursoziologischer Diachronie zum Teil verblüffende Resultate, die sowohl einige herrschende Meinungen klar bestätigen, als auch andere deutlich in Frage stellen, wie etwa die These von der zunehmenden Ökonomisierung moderner Gesellschaften.

## Themen
Zentrale Themen des geisteswissenschaftlichen Computereinsatzes sind:
- Information Retrieval (Suchverfahren)
- Text Mining und Sprachverarbeitung
- Spatial Humanities und Geographische Informationssysteme
- Fachspezifische Datenbanken
- Fachinformation
- Digitale Bildverarbeitung
- Korpuslinguistik
- Langzeitarchivierung
- Digitalisierung und Gesellschaft
- Digitale Edition
- Virtuelle Museen

## Wissenschaftliche Projekte

### Deutsche Projekte
- Analysing networked climate images[12]
- Arachne-Datenbank für archäologische Objekte und Bilder
- Arbeitskreis Digitale Kunstgeschichte (seit 2012)[13]
- Archivportal-D
- Verbaalpina
- ARTigo – Social Image Tagging[14]
- Bildindex der Kunst und Architektur
- BStK Online: Datenbank der althochdeutschen und altsächsischen Glossenhandschriften[15]
- CATMA
- CLARIN-D
- coronarchiv
- Corpus der barocken Deckenmalerei in Deutschland
- DARIAH-DE
- Deutsche Inschriften Online
- Deutsche Biographie
- Deutsches Textarchiv
- DiViAS-Projekt
- eAQUA
- eIdentity[16]
- Epigraphische Datenbank Heidelberg
- Europäische Geschichte Online
- eSciDoc
- GigaMesh Software Framework für 3D-Digitalisate
- Graphikportal
- LegIT – Der volkssprachige Wortschatz der Leges barbarorum[17]
- LOEWE-Schwerpunkt Digital Humanities Hessen[18]
- mainzed – Mainzer Zentrum für Digitalität in den Geistes- und Kulturwissenschaften
- metropolitalia – Social Language Tagging[19]
- musiXplora (mXp), Repositorium der Organologie und der Musikwissenschaft der Forschungsstelle DIGITAL ORGANOLOGY am Musikinstrumentenmuseum der Universität Leipzig[20]
- Personendaten-Repositorium (PDR)[21][22]
- Portraitindex
- Germanische Altertumskunde Online
- Sandrart.net – Online-Edition der „Teutschen Academie der Bau-, Bild- und Mahlerey-Künste“[23]
- TextGrid
- VisArgue (2012–2016): Verbundprojekt an der Universität Konstanz zwischen Politikwissenschaft, Linguistik und Information[24]
- WisNetGrid
- Wissenschaftliche Kommunikations-Infrastruktur (WissKI)
- WissGrid
- ZenMEM – Zentrum Musik-Edition-Medien,[25] Kompetenzzentrum der Universität Paderborn im Bereich Digital Humanities/Digitale Musikwissenschaft. Das Zentrum ist aus dem BMBF-Zentrum für eHumanities, Verbundprojekt der Universität Paderborn, TH Ostwestfalen-Lippe, HfM Detmold hervorgegangen.

### Österreichische Projekte
- Austrian Centre for Digital Humanities and Cultural Heritage (ACDH-CH) an der Österreichischen Akademie der Wissenschaften
- Department für Bildwissenschaften, Lab für Digital Humanities, Donau-Universität[26]
- Archiv für Digitale Kunst, ehemals Database of Virtual Art seit 2000, ca. 3500 besprochene Werke[27]
- Zentrum für Informationsmodellierung – Austrian Centre for Digital Humanities an der Universität Graz (ZIM-ACDH)[28]
- Digital Humanities Austria[29]
- Neue Mozart-Ausgabe der Internationale Stiftung Mozarteum Salzburg und des Packard Humanities Institute[30]
- MedienKunstGeschichte, seit 2005 www.MediaArtHistories.org[31]
- Graphische Sammlung Göttweig online, seit 2007 www.gssg.at[32]
- GAMS – Geisteswissenschaftliches Asset Management System[33]
- Kultur- und Wissenschaftserbe Steiermark[34]

### Schweizer Projekte
- corona-memory.ch
- SALSAH
- HyperHamlet
- Digital Humanities bilden überdies einen der Schwerpunkte der Schweizerischen Akademie der Geistes- und Sozialwissenschaften, die mehrere Infrastruktur-, Forschungs- und Netzwerkprojekte unterstützt.[35]

### Französische Projekte
- Electronic Enlightenment (EE)[36]

### Europäische Projekte
- CLARIN ERIC
- DARIAH-ERIC[37]
- DiXiT[38]
- Europeana
- ESFRI
- Interedition
- ICARus
- World Literary Atlas[39]
- Venice Time Machine

### US-amerikanische Projekte
- A Journal of the Plague Year: an Archive of CoVid19
- Project Bamboo (2008–2012)[40]
- Perseus Digital Library
- Index Thomisticus

### Einführende Literatur
- Christine Antenhofer, Christoph Kühberger, Arno Strohmeyer (Hrsg.): Digital Humanities in den Geschichtswissenschaften. utb/Böhlau, Wien 2023. ISBN 978-3825261160
- Florian Arnold, Johannes C. Bernhardt, Daniel Martin Feige und Christian Schröter: Digitalität von A bis Z (= Edition Medienwissenschaft. Band 104). transcript, Bielefeld 2024, ISBN 978-3-8376-6765-3.
- Fotis Jannidis, Hubertus Kohle, Malte Rehbein (Hrsg.): Digital Humanities. Eine Einführung. Verlag J.B. Metzler, Stuttgart 2017, ISBN 978-3-476-02622-4.
- Susanne Kurz: Digital Humanities. Grundlagen und Technologien für die Praxis. 2. Auflage. Springer Vieweg, Wiesbaden 2016, ISBN 978-3-658-11212-7.
- Susan Schreibman, Ray Siemens, John Unsworth (Hrsg.): A New Companion to Digital Humanities. John Unsworth, Chichester 2016 (zuerst 2004)
- Dave M. Berry: The Computational Turn: Thinking About the Digital Humanities. In: Culture Machine, Vol 12 (2011), [culturemachine.net/wp-content/uploads/2019/01/10-Computational-Turn-440-893-1-PB.pdf online]
- Manfred Thaller: Controversies around the Digital Humanities. In: Historical Social Research. Band 37, Nr. 3, 2012, S. 7–229 (gesis.org).

#### Einführungen in Einzelfragen der Digital Humanities
- Andreas Aschenbrenner, Tobias Blanke, Stuart Dunn, Martina Kerzel, Andrea Rapp, Andrea Zielinski: Von e-Science zu e-Humanities – Digital vernetzte Wissenschaft als neuer Arbeits- und Kreativbereich für Kunst und Kultur. In: Bibliothek. Forschung und Praxis. Band 31, Nr. 1, 2007, S. 11–21, doi:10.1515/BFUP.2007.11.
- Bartosz Bogacz, Hubert Mara: Digital Assyriology — Advances in Visual Cuneiform Analysis. In: Journal on Computing and Cultural Heritage. Band 15, Nr. 2. Association for Computing Machinery (ACM), 2022, S. 1–22, doi:10.1145/3491239.
- Christoph Classen, Susanne Kinnebrock, Maria Löblich: Towards Web History: Sources, Methods, and Challenges in the Digital Age. In: Historical Social Research. Band 37, Nr. 4, 2012, S. 97–188 (web.archive.org).
- Oliver Grau: Museum and Archive on the Move: Changing cultural Institutions in the digital Era, Munich: de Gruyter 2017.
- Oliver Grau: The Complex and Multifarious Expression of Digital Art & Its Impact on Archives and Humanities. In: A Companion to Digital Art. Edited by Christiane Paul. Wiley-Blackwell, New York 2016, S. 23–45.
- Peter Haber: Digital Past. Geschichtswissenschaft im digitalen Zeitalter. München 2011.
- Judith I. Haug (Hrsg.): Musikwissenschaft im Digitalen Zeitalter. Symposium der Virtuellen Fachbibliothek Musikwissenschaft, Göttingen 2012. München, Münster und Berlin: Virtuelle Fachbibliothek Musikwissenschaft 2013.
- Adelheid Heftberger: Kollision der Kader. Dziga Vertovs Filme, die Visualisierung ihrer Strukturen und die Digital Humanities. München: edition text + kritik 2016.
- Anna Maria Komprecht, Daniel Röwenstrunk: Projektmanagement in digitalen Forschungsprojekten. In: „Ei, dem alten Herrn zoll’ ich Achtung gern“. München, Allitera Verlag, 2016, S. 509–522, ISBN 978-3-86906-842-8, doi:10.25366/2018.33.
- Heike Neuroth, Andreas Aschenbrenner, Felix Lohmeier: e-Humanities – eine virtuelle Forschungsumgebung für die Geistes-, Kultur- und Sozialwissenschaften. In: Bibliothek. Forschung und Praxis 3 (2007), S. 272–279.
- Heike Neuroth, Fotis Jannidis, Andrea Rapp, Felix Lohmeier: Virtuelle Forschungsumgebungen für e-Humanities. Maßnahmen zur optimalen Unterstützung von Forschungsprozessen in den Geisteswissenschaften. In: Bibliothek. Forschung und Praxis 2/2009.
- Torsten Schrade: Epigraphik im digitalen Umfeld. In: Skriptum 1 (2011), Nr. 1. urn:nbn:de:0289-2011051816.
- Torsten Schrade: Vom Inschriftenband zum Datenobjekt. Die Entwicklung des epigraphischen Fachportals „Deutsche Inschriften Online.“. In: Inschriften als Zeugnisse kulturellen Gedächtnisses – 40 Jahre Deutsche Inschriften in Göttingen. Beiträge zum Jubiläumskolloquium vom 22. Oktober 2010 in Göttingen, herausgegeben von Nikolaus Henkel. Reichert Verlag, Wiesbaden 2012, S. 59–72.
- Eva-Maria Seng, Reinhard Keil, Gudrun Oevel (Hrsg.): Studiolo. Kooperative Forschungsumgebungen in den eHumanities (= Reflexe der immateriellen und materiellen Kultur. Band 1). de Gruyter, Berlin 2018, ISBN 978-3-11-036464-4.

### Fachzeitschriften (chronologisch)
- Computers and the Humanities, seit 1966, seit 2005 als Language Resources and Evaluation.
- Computational Linguistics, seit 1974
- Literary and Linguistic Computing (LLC), seit 1986, seit 2015 als Digital Scholarship in the Humanities (DSH).
- Digital Studies / Le champ numérique, seit 1992.
- Journal of Digital Information, seit 1997.
- Forum Computerphilologie, 1999–2012.
- Digital Medievalist, seit 2005
- International Journal of Digital Curation, seit 2006.
- Digital Humanities Quarterly (DHQ), seit 2007.
- Journal on Computing and Cultural Heritage, seit 2008
- Journal of the Text Encoding Initiative, seit 2011
- digiversity – Webmagazin für Informationstechnologie in den Geisteswissenschaften, 2011-2015.
- Journal of Digital Humanities (JDH), 2011–2014.
- Caracteres – Estudios culturales y críticos de la esfera digital, seit 2012.
- Zeitschrift für digitale Geschichtswissenschaften, 2012–2015.
- Digital Philology: A Journal of Medieval Cultures, seit 2012.
- ride – A review journal for digital editions and resources, seit 2014.
- Frontiers in Digital Humanities, 2014-2020.
- Journal of Data Mining & Digital Humanities—Home, seit 2014
- Digital Classics Online, seit 2015.
- International Journal for Digital Art History, seit 2015
- Journal of Open Humanities Data, seit 2015
- Digital Literary Studies, seit 2016
- Zeitschrift für digitale Geisteswissenschaften
- Journal of Cultural Analytics, seit 2016.
- Research Data Journal for the Humanities and Social Sciences, seit 2016.
- Umanistica Digitale, seit 2017
- Journal of Computer Applications in Archaeology, seit 2018
- International Journal of Digital Humanities, seit 2019
- Humanités numériques, seit 2020
- magazén: International Journal for Digital and Public Humanities, seit 2020
- Journal of Computational Literary Studies, seit 2021
- Journal of Digital History, seit 2021
- Journal of Computational Literary Studies, seit 2022
- Construction Kit: A Review Journal for Research Tools and Data Services in the Humanities, seit 2021
- Digital Humanities in the Nordic and Baltic Countries Publications, seit 2023(?)